# Ruchang
Ruchang (en népalais : रुचाङ) est un comité de développement villageois du Népal situé dans le district de Nawalparasi. Au recensement de 2011, il comptait 3 057 habitants.